# Barchatovocultuur
De Barchatovocultuur (Russisch: Бархатовская культура) was een archeologische cultuur van de late bronstijd in West-Siberië. De cultuur bestond in de 11e-8e eeuw v.Chr., dat wil zeggen gelijktijdig met de Irmen- en Soezgoen-culturen. 
De nederzettingen bevonden zich in de buurt van rivieren en meren, en bestonden uit verschillende deels in de grond verdiepte gebouwen met gangvormige ingangen.
Het aardewerk bestond uit vaten met een platte bodem en een bolvormig lichaam met ornamenten in het bovenste gedeelte (banden van schuine indrukken, zigzaglijnen en roosters). Onder de vondsten bevonden zich netgewichten van klei, en bijlen, messen en hangers van brons.
De bevolking hield zich bezig met rundveehouderij en paardenfokkerij, landbouw en visserij.